# Christian Neander
Christian Neander (* 17. Februar 1968) ist ein deutscher Gitarrist, Produzent und Komponist.
Bis zur Trennung der Band Selig im Jahr 1999 war er für diese Gitarrist und Komponist, spielte zwischenzeitlich auch im Projekt Jazzkantine mit. Nach der Auflösung von Selig war Christian Neander Gitarrist und Komponist der Band Kungfu. Seit sich auch diese Band 2003 auflöste, ist er in seinem eigenen Musikstudio in Berlin-Kreuzberg als Produzent und Komponist tätig.
Als Komponist war beziehungsweise ist er unter anderem für Echt, Heinz Rudolf Kunze, Niels Frevert, Andreas Kümmert und Cinema Bizarre tätig. Produzent ist er u. a. für Niels Frevert, Pohlmann und Shine. Seit dem Jahr 2007 spielt er in der Liveband von Ingo Pohlmann.
Im August 2008 kam es zur Reunion von Christian Neanders alter Band Selig. Das im Herbst 2008 aufgenommene Album von Selig erschien im März 2009.
Neander ist im Leitungsteam von Verso, der Fachgruppe für Songwriter im Deutschen Komponist:innenverband, tätig.

## Equipment
Christian spielt hauptsächlich Stratocasters und Telecasters der Firma Fender sowie eine Stratocaster der Firma Claim. Ab und an nutzt er auch Instrumente der Firma Gibson, allerdings eher im Studio als live. An Verstärkern benutzt er primär alte, von Manfred Reckmeyer modifizierte Vox AC30, zu Zeiten von KungFu hörte man auch Marshall-Tops wie den TSL-100.
Auf seinem Pedalboard findet man viele Geräte der Firma BOSS, unter anderem einen SD-1 Super Overdrive, einen BF-2 Flanger und einen TU-2 Tuner. Außerdem verwendet er ein Wah-Wah der Firma Vox, eine ProCo Rat, einen Ibanez Equalizer, einen Line6 Delay Modeler sowie ab und an einen EHX Big Muff.
Gerade die Kombination Stratocaster – AC30-Verstärker – Vox-Wah-Wah ist sehr typisch für seinen Sound und hat einen hohen Wiedererkennungswert. Dieser Sound ist auch auf der Platte Zwischen Heimweh und Fernsucht des Songwriters Pohlmann in einigen Stücken zu hören.

## Sound
Christian Neanders Sound wird dominiert von angezerrten Gitarrensounds von Stratocaster-Gitarren an seinen Vox-Verstärkern. Seine Gitarren sind sehr songdienlich und gleichzeitig oft sehr virtuos. Sein Spektrum reicht von „Pop“-Gitarre über Blues und Funk bis hin zu harten Rocknummern mit starker Verzerrung.

## Belege
1. ↑  Selig Reunion nach 10 Jahren mit viertem Studioalbum! (Memento des Originals vom 6. April 2009 im Internet Archive)  Info: Der Archivlink wurde automatisch eingesetzt und noch nicht geprüft. Bitte prüfe Original- und Archivlink gemäß Anleitung und entferne dann diesen Hinweis.. In: motor.de News vom 8. September 2008
2. ↑  Arne3000: Leitungsteam. In: VERSO - Eine Fachgruppe des DKV. Abgerufen am 26. August 2023 (deutsch).

| Personendaten    | Personendaten                           |
| ---------------- | --------------------------------------- |
| NAME             | Neander, Christian                      |
| KURZBESCHREIBUNG | deutscher Musiker, Komponist, Produzent |
| GEBURTSDATUM     | 17. Februar 1968                        |